# Tommi Miettinen
Tommi Miettinen, född 3 december 1975 i Kuopio, är en finländsk före detta ishockeyforward. Han spelade för Brynäs IF 2004/2005. Säsongen efter flyttade han till SCL Tigers i Schweiz. 2007 flyttade han till Luleå Hockey som han dock lämnade inför säsongen 2009/2010.